# Унарная система счисления
Уна́рная (от итал. uno — «один»), или едини́чная систе́ма счисле́ния — непозиционная система счисления с единственной цифрой, обозначающей 1.
В качестве единственной «цифры» используется «1», чёрточка (|), камешек, костяшка счётов, узелок, зарубка и прочее. В этой системе число {\displaystyle n} записывается при помощи {\displaystyle n} единиц. Например, 3 в этой системе будет записано как |||. По-видимому, это хронологически первая система счисления каждого народа, овладевшего счётом.

### Натуральные числа
Натуральное число, записываемое в унарной системе счисления как {\displaystyle (1_{n-1}1_{n-2}\dots 1_{1}1_{0})_{1}}, имеет значение:
{\displaystyle (1_{n-1}1_{n-2}\dots 1_{1}1_{0})_{1}=\sum _{k=0}^{n-1}1},
где:
{\displaystyle n} — количество цифр (знаков, единиц) в числе,
{\displaystyle 1_{k}} — значения цифр из множества {1},
{\displaystyle k} — порядковый номер цифры (номер позиции).
Один разряд в унарной системе счисления называется «унит» (юнит, англ. unit: сокр. от unary digit).
Как можно заметить, каждый разряд (унит) в унарной системе счисления имеет номер своей позиции, но число (сумма) от номеров позиций не зависит (поэтому она и называется непозиционной), а зависит только от количества позиций (знаков, цифр, единиц) в числе.
В унарной системе счисления нет нуля.

## Применение
Унарная система счисления применяется:
- при обучении детей счёту — счётные палочки;
- при подсчёте голосов на выборах в малых группах;
- в коллективных хозяйствах (для учёта трудодней);
- в телефонных центрах (для подсчёта количества отработанных вызовов);
- в тюрьмах и при отбывании воинской повинности (для подсчёта числа дней до окончания срока заключения/службы);
- Робинзон Крузо использовал унарную систему счисления (зарубки на дереве) для ведения календаря на необитаемом острове;
- герои фильма «Кандагар» используют унарную систему счисления (метки, сделанные на стене гвоздём) для подсчёта дней пребывания в плену;
- в домино при подсчёте очков;
- в единичном кодировании с добавлением нуля после унарного представления числа в виде цепочки единиц — подмножество кодов Голомба;
- в представлении ленты памяти в бинарных машинах Тьюринга;
- в двоичных дешифраторах;
- в индикаторах физических величин с градусной шкалой (например, уровня звукового сигнала в аудиосистемах);
- в конторских счётах для представления единиц внутри одного десятичного разряда;
- в вавилонской системе счисления применялось единичное кодирование десятичных цифр внутри шестидесятеричных разрядов;
- в параллельных (флэш) АЦП прямого преобразования;
- в лямбда-исчислении специальная форма унарной системы счисления при помощи процедуры, названной кодированием Чёрча используется для представления чисел.